# Tylkówko
Tylkówko, auch: Tylkówek (deutsch Scheufelsmühle) ist ein Dorf in der polnischen Woiwodschaft Ermland-Masuren. Es gehört zur Gmina Pasym (Stadt-und-Land-Gemeinde Passenheim) im Powiat Szczycieński (Kreis Ortelsburg).

## Geographische Lage
Das Dorf Tylkówko, dessen inoffizieller, aber noch vielfach gebräuchlicher Name „Tylkówek“ ist, liegt in der südlichen Mitte der Woiwodschaft Ermland-Masuren, 19 Kilometer nordwestlich der Kreisstadt Szczytno (deutsch Ortelsburg).

## Geschichte
Das aus ein paar großen und kleinen Gehöften bestehende, nach 1785 Scheufelsmühl und nach 1876 Scheuffelsmühle genannte kleine Dorf war bis 1945 ein Wohnplatz in der Gemeinde Klein Ruttken (1938 bis 1945 Kleinruten, polnisch Rudki) im ostpreußischen Kreis Ortelsburg.
1945 wurde Scheufelsmühle in Kriegsfolge mit dem gesamten südlichen Ostpreußen an Polen überstellt. Das Dorf erhielt im Volksmund die polnische Namensform „Tylkówek“, jedoch amtlich die Bezeichnung „Tylkówko“. Heute bildet es zusammen mit dem Nachbarort Rutki ein Schulzenamt (polnisch Sołectwo) im Verbund der Stadt-und-Land-Gemeinde Pasym (Passenheim) im Powiat Szczycieński (Kreis Ortelsburg), bis 1998 der Woiwodschaft Olsztyn, seither der Woiwodschaft Ermland-Masuren zugehörig.

## Kirche
Scheufelsmühle war bis 1945 über die Muttergemeinde Rutka kirchlich zur Stadt Passenheim (Pasym) hin orientiert und ist es als Tylkówko bis heute sowohl evangelischer- als auch katholischerseits geblieben.

## Verkehr
Tylkówko liegt an einer Nebenstraße, die bei Tylkowo (Scheufelsdorf) von der polnischen Landesstraße 53 (frühere deutsche Reichsstraße 134) abzweigt und zu den bereits zur Gmina Jedwabno (1938 bis 1945 Gedwangen) gehörenden Dörfern Małszewo (Malschöwen, 1938 bis 1945 Malshöfen) und Burdąg (Burdungen) führt. Eine Anbindung an den Bahnverkehr besteht nicht.